# Emma Smith
Emma Hale Smith Bidamon (Harmony, Pensilvania; 10 de julio de 1804-Nauvoo, Illinois; 30 de abril de 1879), conocida como Emma Smith, fue la esposa oficial de Joseph Smith y una de las líderes en los comienzos del Movimiento de los Santos de los Últimos Días.
En 1842 fue nombrada como primera presidenta de la Sociedad de Socorro de Mujeres de Nauvoo, una organización de servicio conformada por mujeres, que más tarde se reorganizó en Utah con el nombre de Sociedad de Socorro, bajo el amparo de La Iglesia de Jesucristo de los Santos de los Últimos Días.

## Biografía

### Niñez y juventud
De la niñez y juventud de Emma se sabe muy poco. Fue la séptima de nueve hijos de los metodistas Isaac Hale y Elizabeth Lewis Hale. Su padre, oriundo de Connecticut, era un respetado granjero del Condado de Susquehanna, que se estableció con su esposa en Harmony alrededor de 1790, luego de haber vivido en Vermont y Nueva York. Hale era además un experimentado cazador, a tal punto que su ministro metodista episcopal, el reverendo George Peck, menciona en su autobiografía que Hale había establecido su hogar en esa nueva región con el propósito de practicar la caza, matando unos cien venados cada año, la mayoría de lo cual vendía en el mercado de Filadelfia.
Aparentemente, era una joven educada, con una correcta gramática y un buen uso de las palabras. Estudió música y cantaba con una clara voz de soprano.

### Primer matrimonio

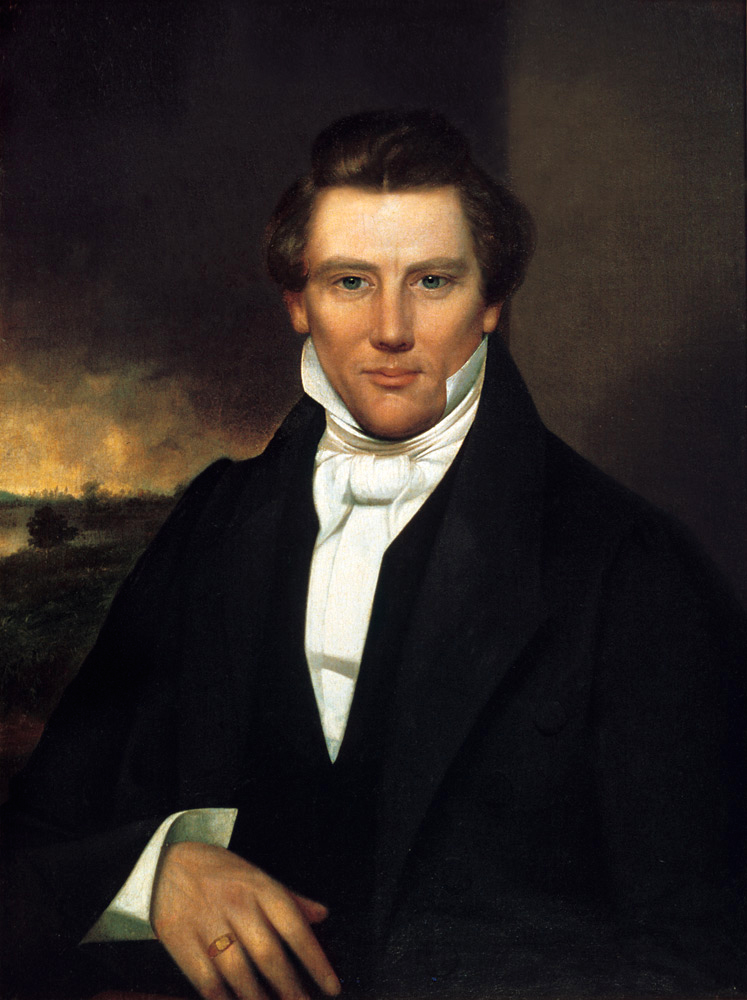
Joseph Smith alrededor de 1842, primer marido de Emma y fundador de La Iglesia de Jesucristo de los Santos de los Últimos Días.

Emma conoció a Joseph Smith en 1825, mientras él trabajaba con un grupo de hombres en busca de una mina de plata para Josiah Stowell, un granjero al norte del río Susquehanna en un pueblo llamado Ninevah, cercano a Nueva York. Aunque no se encontró la mina, Smith volvió repetidas veces a Harmony cortejando a Emma y pidiendo su mano en matrimonio.
Isaac Hale le negó el matrimonio con su hija, porque consideraba que la ocupación de Smith no era respetable. Finalmente, el 17 de enero de 1827, Joseph y Emma se fugaron al estado de Nueva York y se casaron legalmente al día siguiente, en el pueblo de Afton, viviendo en la casa de sus padres en Mánchester.
El matrimonio Smith tuvo muchos hijos, pero algunos de ellos murieron prematuramente, logrando sobrevivir solo cuatro de ellos.
Emma Smith fue una esposa abnegada y sacrificada que apoyó en todo la obra religiosa de su marido y soportó privaciones y episodios difíciles junto al líder del nuevo movimiento. El 22 de septiembre de 1827 acompañó a su marido al cerro Cumorah en un carromato. Joseph la dejó esperando mientras él fue a retirar las planchas que decía que un ángel le había mostrado. Aunque ella no las vio nunca, aseguró desde entonces que había visto una luz sobre el lugar.
En 1838, luego de la expulsión de los mormones de Kirtland, Ohio, ella atravesó el río Misuri congelado. Su esposo estaba detenido y el trayecto lo hizo sola, llevando en brazos a dos de sus hijos y a los dos mayores a su lado. Dentro de sus faldas, cosidas en el dobladillo, llevaba el manuscrito original del libro que estaba preparando su marido.

### Su relación con la iglesia

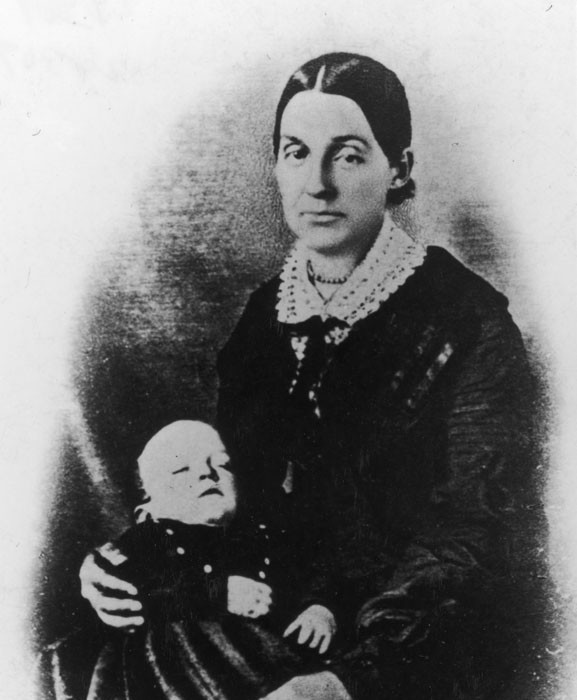
Emma Smith hacia 1845 con su último hijo, David Hyrum Smith.

Al conformarse La Iglesia de Jesucristo de los Santos de los Últimos Días, Emma Smith fue nombrada presidenta de una organización interna llamada Sociedad de Socorro. Fue llamada la «Dama Elegida» y un pasaje del libro Doctrina y convenios se dirige a ella.
Luego del asesinato de Joseph Smith en 1844, Emma escondió los cuerpos de su marido y de su cuñado, teniendo que moverlos en dos ocasiones y sepultando públicamente cajones con arena.
Después de la muerte de Smith, la iglesia entró en un periodo de disputas por la continuidad de la presidencia. Algunos abogaron por la sucesión por revelación y otros por los designios del Consejo de los Doce Apóstoles.
Emma Smith entró en graves divergencias con el líder de la corriente mayoritaria del mormonismo, Brigham Young, y se escindió del movimiento que en ese momento emprendía su viaje hacia las Montañas Rocosas (ahora Salt Lake City, Utah), escapando de Nauvoo y de las persecuciones.
Entonces Emma se quedó en Nauvoo cuidando a la madre de su esposo fallecido, Lucy Mack Smith. Durante este periodo soportó los ataques de los enemigos que había ganado por no aceptar doctrinas que para ella eran corruptas.

### Segundo matrimonio
El 23 de diciembre de 1847, Emma Smith contrajo un segundo matrimonio con un no-mormón llamado Lewis C. Bidamon, quien la cortejó y se ganó su afecto. Muchos de los Santos de los Últimos Días creían que Smith había designado a su hijo mayor, Joseph Smith III, como sucesor, y esperaron a que el joven Joseph tomara el lugar de su padre, quien fue muerto cuando este solo tenía once años.
Varios misioneros de la Iglesia invitaron a Emma a unirse a ellos, pero ella siempre rehusó. En 1850, invitaron a Joseph Smith III a dirigir una Nueva Organización, cargo que aceptó formalmente el 6 de abril de 1860, en la Conferencia en Amboy, Illinois. Esta nueva organización sería conocida como la Iglesia Reorganizada de Jesucristo de los Santos de los Últimos Días y constituye, hasta hoy, una de las facciones del Movimiento de los Santos de los Últimos Días. Cada corriente de la Iglesia escindida ha considerado a la otra como apóstatas de la fe.

### Vida final

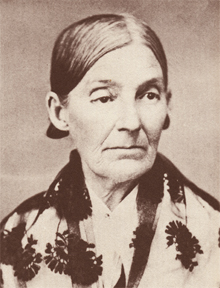
Emma Smith en su último año de vida (1879)

El resto de sus días Emma Smith declaró que su primer esposo no practicó la poligamia, y se opuso firmemente a ella. Su hijo, Joseph Smith III siguió su ejemplo y luchó contra esta práctica.
Emma falleció en Nauvoo a los 74 años de edad. Su suegra, Lucy Mack Smith, declaró: «Yo nunca vi a una mujer que pudiera soportar cada tipo de fatiga y penurias, mes a mes, año a año, con el intrépido coraje, celo y paciencia como ella lo ha hecho».

## Himnos e himnarios
En junio de 1832, una selección de seis himnos fue publicada en The Evening and the Morning Star, un periódico de la iglesia.
El primer himnario de la iglesia apareció en la prensa en 1836 (y probablemente más tarde en 1835) en Kirtland (Ohio). Se titulaba A Collection of Sacred Hymns, for the Church of the Latter Day Saints y contenía 90 himnos (solamente el texto, sin música). Más de la mitad de los textos son prestados de otras tradiciones protestantes, pero cambiados ligeramente para reforzar la teología de la iglesia mormona. La mayoría de estos cambios así como un gran número de las canciones originales incluidos en el himnario se atribuyen a William Wines Phelps. Emma también compiló un segundo himnario con el mismo título, el cual se publicó en Nauvoo, Illinois en 1841. Contenía 304 textos de himnos.
Cuando su hijo Joseph Smith III fue nombrado presidente y profeta de la que se conocería como la Iglesia Reorganizada de Jesucristo de los Santos de los Últimos Días, se le pidió otra vez que compusiera un himnario.  La Latter Day Saints' Selection of Hymns se publicó en 1861, por la entonces llamada Iglesia Reorganizada de Jesucristo de los Santos de los Últimos Días, actualmente denominada como la Comunidad de Cristo.